# Aechmea marauensis
Espèce
Classification phylogénétique
Synonymes
- Aechmea grandibracteata Philcox

Aechmea marauensis est une espèce de plantes de la famille des Bromeliaceae, endémique de la forêt atlantique (mata atlântica en portugais) au Brésil.

## Synonymes
- Aechmea grandibracteata Philcox[1].

## Distribution
L'espèce est endémique du nord-est du Brésil.

## Description
L'espèce est épiphyte.